# Tetri
Tetri este unitatea monetară fracționară în Georgia. A fost pusă în circulație în 1995. 100 de tetri sunt echivalenți cu 1 lari.

## Etimologie
Cuvântul din limba georgiană tetri semnifică „alb” și este denumirea vechilor monede de aur, argint și de cupru care circulau în Georgia medievală.

## Galerie de imagini
Aceste monede din Georgia au fost bătute în anii 1990; la rezoluția de 3,78 pixeli pe milimetru, ar trebui să arate la dimensiunea reală.
În limba georgiană, pluralul se marchează atunci când nu este specificată cantitatea, de aceea se spune 1 tetri, 2 tetri, 10 tetri, însă pluralul substantivului tetri este tetrebi.
| Tetri actuali                        | Tetri actuali                                                                          | Tetri actuali                                           | Tetri actuali                                                                            |
| ------------------------------------ | -------------------------------------------------------------------------------------- | ------------------------------------------------------- | ---------------------------------------------------------------------------------------- |
| 1 tetri (avers) · 1 tetri (revers)   | 1 tetri (emis în 1993) diametrul: 15,0 mm (cantul: 1,25 mm) oțel inoxidabil (1,38 g)   | 20 tetri (avers) · 20 tetri (revers)                    | 20 tetri (emiși în 1993) diametrul: 25,0 mm (cantul 1,62 mm) oțel inoxidabil (5,00 g)    |
| 2 tetri (avers) · 2 tetri (revers)   | 2 tetri (emiși în 1993) diametrul: 17,5 mm (cantul: 1,25 mm) oțel inoxidabil (1,90 g)  | 50de tetri – 1993 (avers) · 50 de tetri – 1993 (revers) | 50 tetri (emiși în 1993) diametrul: 19,0 mm (cantul: 1.40 mm) cupru (2,50 g)             |
| 5 tetri (avers) · 5 tetri (revers)   | 5 tetri (emiși în 1993) diametrul: 20,0 mm (cantul: 1,32 mm) oțel inoxidabil (2,50 g)  | 50 tetri – 2006 (avers) · 50 tetri – 2006 (revers)      | 50 tetri (emiși în 2006) diametrul: 24,0 mm (cantul: unknown) aliaj cuproníchel (6,50 g) |
| 10 tetri (avers) · 10 tetri (revers) | 10 tetri (emiși în 1993) diametrul: 22,0 mm (cantul: 1,27 mm) oțel inoxidabil (3.00 g) |                                                         |                                                                                          |